# Topi Keskinen
Topi Keskinen (Espoo, 7 marzo 2003) è un calciatore finlandese, attaccante dell'Aberdeen.

## Carriera

### Club
Cresciuto nel MP, il 23 novembre 2022 viene acquistato dall'HJK, con cui firma un triennale. Nella prima stagione con il club di Helsinki vince la Coppa di Lega e il campionato.
Il 12 agosto 2024 viene acquistato dall'Aberdeen.

### Nazionale
Dopo avere militato nelle nazionali giovanili finlandesi Under-19 ed Under-21, viene convocato per la prima volta in nazionale maggiore in occasione delle sfide valevoli per la Nations League contro Grecia e Inghilterra del settembre 2024, facendo il suo esordio nella sconfitta per 3-0 in Nations League in casa dei greci.

## Statistiche

### Presenze e reti nei club
Statistiche aggiornate al 17 maggio 2025.
| Stagione        | Squadra         | Campionato      | Campionato | Campionato | Coppe nazionali | Coppe nazionali | Coppe nazionali | Coppe continentali | Coppe continentali | Coppe continentali | Altre coppe | Altre coppe | Altre coppe | Totale | Totale | Totale |
| Stagione        | Squadra         | Comp            | Pres       | Reti       | Comp            | Pres            | Reti            | Comp               | Pres               | Reti               | Comp        | Pres        | Reti        | Pres   | Reti   |        |
| --------------- | --------------- | --------------- | ---------- | ---------- | --------------- | --------------- | --------------- | ------------------ | ------------------ | ------------------ | ----------- | ----------- | ----------- | ------ | ------ | ------ |
| 2019            | MP              | K               | 1          | 0          | CF              | 0               | 0               | -                  | -                  | -                  | -           | -           | -           | 1      | 0      |        |
| 2020            | MP              | Y               | 19         | 0          | CF              | 2               | 0               | -                  | -                  | -                  | -           | -           | -           | 21     | 0      |        |
| 2021            | MP              | Y               | 24         | 3          | CF              | 3               | 0               | -                  | -                  | -                  | -           | -           | -           | 27     | 3      |        |
| 2022            | MP              | Y               | 24         | 10         | CF              | 3               | 2               | -                  | -                  | -                  | -           | -           | -           | 27     | 12     |        |
| Totale MP       | Totale MP       | Totale MP       | 68         | 13         |                 | 8               | 2               |                    | -                  | -                  |             | -           | -           | 76     | 15     |        |
| 2023            | HJK             | VL              | 25         | 2          | CF+LC           | 1+4             | 0+4             | UCL+UEL+UECL       | 4+2+8              | 1+0+0              | -           | -           | -           | 44     | 7      |        |
| gen.-ago. 2024  | HJK             | VL              | 17         | 6          | CF+LC           | 1+3             | 0+1             | UCL                | 2                  | 0                  | -           | -           | -           | 23     | 7      |        |
| Totale HJK      | Totale HJK      | Totale HJK      | 42         | 8          |                 | 9               | 5               |                    | 16                 | 1                  |             | -           | -           | 67     | 14     |        |
| 2024-2025       | Aberdeen        | SP              | 36         | 5          | CS+CdL          | 4+3             | 0+1             | -                  | -                  | -                  | -           | -           | -           | 43     | 6      |        |
| Totale carriera | Totale carriera | Totale carriera | 146        | 26         |                 | 24              | 8               |                    | 16                 | 1                  |             | -           | -           | 186    | 35     |        |

### Cronologia presenze e reti in nazionale
| Cronologia completa delle presenze e delle reti in nazionale ― Finlandia | Cronologia completa delle presenze e delle reti in nazionale ― Finlandia | Cronologia completa delle presenze e delle reti in nazionale ― Finlandia | Cronologia completa delle presenze e delle reti in nazionale ― Finlandia | Cronologia completa delle presenze e delle reti in nazionale ― Finlandia | Cronologia completa delle presenze e delle reti in nazionale ― Finlandia | Cronologia completa delle presenze e delle reti in nazionale ― Finlandia | Cronologia completa delle presenze e delle reti in nazionale ― Finlandia |
| Data                                                                     | Città                                                                    | In casa                                                                  | Risultato                                                                | Ospiti                                                                   | Competizione                                                             | Reti                                                                     | Note                                                                     |
| ------------------------------------------------------------------------ | ------------------------------------------------------------------------ | ------------------------------------------------------------------------ | ------------------------------------------------------------------------ | ------------------------------------------------------------------------ | ------------------------------------------------------------------------ | ------------------------------------------------------------------------ | ------------------------------------------------------------------------ |
| 7-9-2024                                                                 | Il Pireo                                                                 | Grecia                                                                   | 3 – 0                                                                    | Finlandia                                                                | UEFA Nations League 2024-2025 - 1º turno                                 | -                                                                        | 62’                                                                      |
| 10-9-2024                                                                | Londra                                                                   | Inghilterra                                                              | 2 – 0                                                                    | Finlandia                                                                | UEFA Nations League 2024-2025 - 1º turno                                 | -                                                                        | 74’                                                                      |
| 10-10-2024                                                               | Helsinki                                                                 | Finlandia                                                                | 1 – 2                                                                    | Irlanda                                                                  | UEFA Nations League 2024-2025 - 1º turno                                 | -                                                                        | 65’                                                                      |
| 13-10-2024                                                               | Helsinki                                                                 | Finlandia                                                                | 1 – 3                                                                    | Inghilterra                                                              | UEFA Nations League 2024-2025 - 1º turno                                 | -                                                                        | 75’                                                                      |
| Totale                                                                   |                                                                          | Presenze                                                                 | 4                                                                        |                                                                          | Reti                                                                     | 0                                                                        |                                                                          |

## Palmarès

### Club

#### Competizioni nazionali
- Campionato finlandese: 1

HJK: 2023
- Liigacup: 1

HJK: 2023
- Coppa di Scozia: 1

Aberdeen: 2024-2025